# Nesar Ahmad Bahave
Nesar Ahmad Bahavee est un combattant de taekwondo afghan

## Palmarès
Il a obtenu la médaille d'argent lors des Championnats du monde de taekwondo 2007 organisé à Pékin (République populaire de Chine) dans la catégorie des -72 kg après avoir vaincu l'Iranien Hadi Saei Bonehkohal en demi-finale. Il s'incline ensuite en finale face à Sung Yu Chi.
Il est entraîné par le Coréen Man Sen-hok. 
Nesar Ahmad Bahavee est également connu pour avoir été à deux reprises porte-drapeau de la sélection afghane lors des Jeux olympiques d'été de 2008 et 2012.